# Herpelidae
Herpelidae är en familj i ordningen maskgroddjur som beskrevs av Laurent 1984. Tillhörande arter förekommer i tropiska regioner av västra och östra Afrika.
Släkten enligt Amphibian Species of the World:
- Boulengerula, 7 arter.
- Herpele, 2 arter.